# غاتلينبورغ
غاتلينبورغ (بالإنجليزية: Gatlinburg, Tennessee) هي مدينة تقع في مقاطعة سيفير (تينيسي) بولاية تينيسي في وسط شرق الولايات المتحدة. تأسست عام 1806، تبلغ مساحة هذه المدينة 26.3 (كم²)، وترتفع عن سطح البحر 393 م، بلغ عدد سكانها 3382 نسمة في عام 2010 حسب إحصاء مكتب تعداد الولايات المتحدة وتصل الكثافة السكانية فيها 128.8 نسمة/كم2.

## وصلات خارجية
- www.ci.gatlinburg.tn نسخة محفوظة 28 أكتوبر 2012 على موقع واي باك مشين.
- The US50 - Cities and Towns in Tennessee State